# One, Two, Two : 122, rue de Provence
Pour plus de détails, voir Fiche technique et Distribution.
One, Two, Two : 122, rue de Provence est un film français de Christian Gion sorti en 1978.
Ce film est l'adaptation de l'autobiographie de la dernière tenancière du One-Two-Two : Fabienne Jamet.

## Synopsis
Le One-Two-Two (« un deux deux » en anglais), établi au 122, rue de Provence à Paris, fut une des plus luxueuses maisons closes de Paris. Le film en relate le quotidien riche en événements.

## Fiche technique
- Titre : One, Two, Two : 122, rue de Provence
- Réalisation : Christian Gion, assisté de  Stéphane Loison
- Scénario :  Albert Kantof, d'après le récit autobiographique de Fabienne Jamet
- Photographie : Robert Fraisse
- Musique : Ennio Morricone
- Costumes : Jacques Fonteray
- Directeur de production : Alain Pancrazi
- Régisseur général : Patrick Millet
- Société de production : Orphée Arts
- Année : 1978
- Pays :  France
- Genre : comédie dramatique
- Durée : 101 minutes
- Date de sortie :
  - France -  26 avril 1978

## Distribution
- Nicole Calfan : Georgette / Fabienne
- Francis Huster : Paul
- Jacques François : Bouillaud-Crevel
- Henri Guybet : Marcel Jamet
- Sophie Deschamps : Clarisse
- Nicole Seguin : Doriane
- Catherine Alric : la comtesse
- Anicée Alvina : Judith
- Catherine Serre : Liza
- Michel Peyrelon : Carbone
- René Bouloc : Jo
- Pierre Gallon : l'homme coq
- Bernard Musson : Le président
- Jean-François Dupas : l'inspecteur Bonny
- Denis Héraud : Fouilloux
- Jean-Paul Muel : le sommelier
- Manuel Moreira : l'espagnol
- Philippe Castelli : Béret français
- Jennifer Bergin : Jennifer
- Lydia Feld : Arletty
- Roger Riffard : le clochard à la gare
- Philippe Gasté :
- Didier Attar : le jeune client du bordel